# 安治泰
約翰·巴普蒂斯特·馮·安澤爾（Johann Baptist von Anzer，S.V.D.，1851年5月16日—1903年11月24日），漢名安治泰，德国天主教传教士、圣言会会士。
1851年5月16日，安治泰出生于巴伐利亚王国上普法尔茨及雷根斯堡行政区的一座小村庄维恩里特（Weinrieth），其父母都是普通农民。安治泰毕业于雷根斯堡的神学院。

## 生平
1875年9月8日的聖母聖誕瞻禮日，楊生神父在荷兰斯泰尔创建了圣言会。1875年10月29日，24岁的安治泰作为免费寄宿生进入斯泰尔传教士训练学校。1876年8月15日，安治泰被授予这个新成立的天主教传教修会的神父圣职。1879年3月2日，圣言会向中国派出了第一批传教士：安治泰和福若瑟（1852年-1908年）。他们抵达香港后，先在香港学习中中文，1880年，安治泰首先来到山东，方济各会的山东主教将那时几乎还没有天主教徒的山东南部（兖州、沂州、曹州3府和济宁直隶州）分配给他们，安治泰来到阳谷县的坡里庄，那里有158名天主教徒。1881年，福若瑟也来到那里。1882年1月，教廷设立了山东南境署理代牧区，安治泰被任命为代理主教。他们以坡里为基地向外扩展。当年就在沂州府（临沂）和沂水县建立了分驻地。1886年1月4日，教廷正式设立了山东南境代牧区，安治泰成为宗座代牧。到1893年，圣言会已在鲁南教区建立教堂12处，有教士34人，教徒4000人。
安治泰是一位进取型的的传教士，雄心勃勃，在他的领导下，山东南部代牧区发展成为中国最成功的传教区域之一，从阳谷县坡里庄只有158人的小团体扩展到20万人的规模，甚至还影响到江苏北部紧靠山东边界的徐州府，省界附近出现不少全村入教的情况，为法国耶稣会在该地区开展工作创造了机会。
在传教过程中，在兖州建立主教座堂遇到了极大的阻力。兖州是山东南部最重要的政治文化中心，孔子故里曲阜和孟子故里邹县都在兖州府辖区内，但安治泰不顾一切的在这里传教，1886年开始买地准备建堂，10余年间交涉多次，引发数次冲突事件，直到1897年才开始营建兖州天主教堂，1899年建成高21米的兖州天主圣神主教座堂。
1891年，教廷批准圣言会归德国保护，成为中国大陆第一个不受法国保护的天主教传教区。安治泰通过德国使馆向清政府要求官阶，1893年他得到了三品顶戴，第二年又获得二品顶戴，与中国总督、巡抚平行。
1897年11月1日，山东爆发曹州教案后，安治泰当时正在荷兰斯泰尔，他闻讯后立即来到柏林，通过德国外交部要求中国政府建造济宁、兖州、曹州3座大教堂。
同年被授予贵族头衔。1898年，安治泰派遣圣言会会士白明德在刚被德国占领的青岛开辟新的传教基地。
1903年11月24日，安治泰在罗马的圣玛利亚灵魂之母德意志人学院逗留时，心脏病突发去世，年52岁。其遗体被安葬在罗马的德意志人与佛拉芒人墓地，其心脏原计划送往兖州保存，福若瑟认为这样会引起中国人的误解，其心脏最终被安葬在维也纳的圣言会圣加俾额尔学院。安治泰的宗座代牧职位由韩宁镐接任。